# 極脳
『極脳』（ごくのう）とは日本テレビで2011年10月24日（23日深夜）から同年12月18日（17日深夜）まで日曜日（土曜日深夜）0:55 - 1:25に放送されたクイズ番組。同年6月24日に『金曜スーパープライム』内で放送された単発番組「最高脳」（司会：ブラックマヨネーズ、羽鳥慎一）をレギュラー化させたものである。台湾では、日本のテレビ番組専門チャンネル「緯来日本台」にて、『大腦開發中』（「脳の発達」の意）というタイトルで放送された。中国では、2014年8月3日から10月26日まで、「北京電視台卡酷少児頻道」にて、『终极大脑』というタイトルで放送された。イギリスでは、2014年7月26日から8月24日まで、「CBBC」にて、『Ultimate Brain』というタイトルで放送された。

## 概要
大学教授やMENSA会員、東京大学卒業の有名人などが3人1チームを組んで、知恵や発想力が問われる科学実験のクイズに挑む。
問題は、選択式問題（正解はスタジオでDr.ノウが実演）と発想力問題（番組が用意した課題を「実験くん」と称した芸人が達成できる様に、各チームは指定された条件下で仕掛けなどを製作して補助する）の2種類に大きく分かれる。

## 出演者

### 司会
- Dr.ノウ（古坂大魔王）

### 実験くん
- ダイノジ
- カラテカ

## スタッフ
- 演出：三浦伸介
- 構成：桜井慎一、大谷祐一、奥山亮
- 監修：赤生一博
- プロデューサー：宮本誠臣／神尾育代、浜田和宏
- チーフプロデューサー：竹内尊実
- 制作協力：オンリー・ワン
- 製作著作：日本テレビ